# Suore francescane della carità cristiana (Manitowoc)
Le Suore Francescane della Carità Cristiana, dette  di Manitowoc (in inglese Franciscan Sisters of Christian Charity of Manitowoc), sono un istituto religioso femminile di diritto pontificio: i membri di questa congregazione pospongono al loro nome la sigla O.S.F.

## Storia
La congregazione deriva dalla scuola per i figli degli immigrati tedeschi aperta da Joseph Fessler, parroco di Clarks Mills, e affidata alle maestre Teresa Gramlich e Rose Wahl.
Fessler fu poi trasferito a Manitowoc, dove fu raggiunto dalla Gramlich e dalla Wahl che, il 9 novembre 1869, diedero inizio a una congregazione insegnante basata sulle regole del terz'ordine francescano: i loro statuti, elaborati con l'aiuto del ministro provinciale dei cappuccini Haas, furono approvati da John Martin Henni, vescovo di Milwaukee.
Il 2 novembre 1876 si fuse con le francescane di Manitowoc le suore Insegnanti di san Francesco di Gieboldehausen, che avevano dovuto abbandonare la Germania a causa del Kulturkampf.
La congregazione fu affiliata all'ordine dei francescani conventuali il 19 marzo 1900 e ricevette il pontificio decreto di lode il 20 dicembre 1948; le sue costituzioni furono approvate definitivamente dalla Santa Sede il 15 febbraio 1962.

## Attività e diffusione
Le suore si dedicano all'istruzione e all'educazione cristiana della gioventù, all'assistenza ad ammalati e anziani e al servizio nei seminari.
Sono presenti negli Stati Uniti d'America, incluse le Hawaii, e a Roma; la sede generalizia è a Manitowoc, nel Wisconsin.
Alla fine del 2008 la congregazione contava 349 suore in 22 case.